# باز دملینگ
باز دملینگ (انگلیسی: Buzz Demling؛ زادهٔ ۲۱ سپتامبر ۱۹۴۸) بازیکن فوتبال اهل ایالات متحده آمریکا بود.
از باشگاه‌هایی که در آن بازی کرده‌است می‌توان به باشگاه فوتبال سن‌خوزه ارث‌کوئیکز اشاره کرد.
وی به‌همراه تیم ملی فوتبال ایالات متحده آمریکا در بازی‌های المپیک تابستانی ۱۹۷۲ شرکت کرده‌است.